# Dendrocincla homochroa
A Dendrocincla homochroa a madarak (Aves) osztályának verébalakúak (Passeriformes) rendjébe, valamint a fazekasmadár-félék (Furnariidae) családjába és a fahágóformák (Dendrocolaptinae) alcsaládjába tartozó faj.

## Rendszerezése
A fajt Philip Lutley Sclater angol ügyvéd és zoológus írta le 1859-ben, a Dendromanes nembe  Dendromanes homochrous néven, innen helyezték jelenlegi nemébe.

## Alfajai
- Dendrocincla homochroa acedesta Oberholser, 1904
- Dendrocincla homochroa homochroa (P. L. Sclater, 1860)
- Dendrocincla homochroa meridionalis Phelps & Phelps, 1953
- Dendrocincla homochroa ruficeps P. L. Sclater & Salvin, 1868[2]

## Előfordulása
Mexikó, Belize, Costa Rica, Guatemala, Honduras, Nicaragua, Salvador, Panama, Kolumbia és Venezuela területén honos. Természetes élőhelyei a szubtrópusi és trópusi száraz erdők, síkvidéki és hegyi esőerdők, valamint ültetvények.

## Megjelenése
Testhossza 21 centiméter, testtömege 37 gramm.

## Életmódja
Ízeltlábúakkal táplálkozik.